# Anton Cajetan Adlgasser
Anton Cajetan Adlgasser, także Adelgasser (ur. 1 października 1729 w Inzell, zm. 22 grudnia 1777 w Salzburgu) – austriacki kompozytor i organista.

## Życiorys
W 1744 roku wyjechał do Salzburga, gdzie studiował u Johanna Ernsta Eberlina, którego córkę poślubił. W 1750 roku zastąpił go na stanowisku organisty salzburskiej katedry. Od 1760 roku był również organistą w salzburskim kościele św. Trójcy. Na przełomie 1764 i 1765 roku odbył podróż do Włoch, w trakcie której spotkał się z Giovannim Battistą Martinim. Pod wpływem podróży w jego twórczości pojawiły się nawiązania do dorobku szkoły neapolitańskiej. Przyjaźnił się z rodziną Mozartów.
Zmarł nagle wskutek ataku apopleksji podczas gry na organach, co opisał w jednym ze swoich listów Leopold Mozart. Po śmierci został zastąpiony na stanowisku organisty salzburskiej katedry przez Wolfganga Amadeusa Mozarta, który podziwiał Adlgassera jako mistrza kontrapunktu.

## Twórczość
Jako kompozytor reprezentuje okres przejściowy między barokiem a wczesnym klasycyzmem. Tworzył cieszące się dużą popularnością utwory religijne: msze, offertoria, litanie, pieśni, oratoria, a także dramaty szkolne i utwory instrumentalne (symfonie, koncerty i sonaty fortepianowe). Skomponował operę La Nitteti (wyk. Salzburg 1766). Wspólnie z W.A. Mozartem i Michaelem Haydnem napisał oratorium Die Schuldigkeit des ersten Gebots (1767), z którego zachował się tylko skomponowany przez Mozarta I akt.